# Secma Fun Buggy
Der Secma Fun Buggy ist ein seit 2017 gebautes Fahrzeug des französischen Automobilherstellers Secma.

## Modelleigenschaften
Der Zweisitzer auf Basis des Secma F16 hat kein festes Dach und keine festen Türen. Bauteile im Innenraum ähneln denen des Citroën Saxo und des Peugeot 106. Da das Fahrzeug über eine Kleinserien-Typgenehmigung zugelassen wird, ist kein ABS und kein ESP notwendig.

## Technische Daten
Den Antrieb übernimmt ein 1,6-Liter-Vierzylinder-Ottomotor von Renault, der auch den F16 antreibt.
|                                             | Fun Buggy             |                       |
| Bauzeitraum                                 | 2017–2024             | seit 2024             |
| Motorkenndaten                              |                       |                       |
| Motortyp                                    | R4-Ottomotor          | R4-Ottomotor          |
| Hubraum                                     | 1598 cm³              | 1598 cm³              |
| max. Leistung bei min−1                     | 77 kW (105 PS) / 5750 | 85 kW (115 PS) / 5600 |
| max. Drehmoment bei min−1                   | 148 Nm / 3750         | 156 Nm / 4000         |
| Kraftübertragung                            |                       |                       |
| Antrieb                                     | Hinterradantrieb      | Hinterradantrieb      |
| Getriebe, serienmäßig                       | 5-Gang-Schaltgetriebe | 5-Gang-Schaltgetriebe |
| Messwerte                                   |                       |                       |
| Höchstgeschwindigkeit                       | 180 km/h              | 180 km/h              |
| Beschleunigung, 0–100 km/h                  | 5,9 s                 | 5,9 s                 |
| Kraftstoffverbrauch auf 100 km (kombiniert) | 5,9 l Super           | 5,9 l Super           |
| CO2-Emissionen (kombiniert)                 | 142 g/km              | 135 g/km              |
| Tankinhalt                                  | 26 l                  | 26 l                  |
| Abgasnorm                                   | Euro 6                | Euro 6                |